# WDR Rundfunkchor Köln
Il WDR Rundfunkchor Köln (Coro della radio della Germania dell'ovest di Colonia) è il coro dell'emittente tedesca Westdeutscher Rundfunk Köln (WDR), con sede a Colonia. Fu fondato nel 1947. Il coro presentò in anteprima lavori di compositori contemporanei, l'opera incompiuta di Arnold Schönberg Moses und Aron nel 1954, Momente di Karlheinz Stockhausen, Il canto sospeso di Luigi Nono, Requiem für einen jungen Dichter (Requiem per un giovane poeta) di Bernd Alois Zimmermann e St Luke Passion di Krzysztof Penderecki.

## Storia
Un precursore era un coro da camera, Kammerchor des Kölner Senders, fondato nel 1927 dal Reichssender Köln che fu sciolto nel 1940. Il WDR Rundfunkchor Köln fu fondato a Colonia come Kölner Rundfunkchor (Coro della Radio di Colonia) nel 1947. La prima prova generale fu il 1º settembre nella sala della chiesa di S. Agnese. Bernhard Zimmermann provò l'Ave Verum Corpus di Mozart. Il coro era inizialmente il coro di Colonia dell'emittente Nordwestdeutscher Rundfunk (NWDR), mentre il coro di Amburgo era il Coro NWDR. Quando l'emittente si spaccò nel 1956 in NDR e WDR, il Kölner Rundfunkchor divenne il coro del Westdeutscher Rundfunk (Radio della Germania occidentale).

## Programma

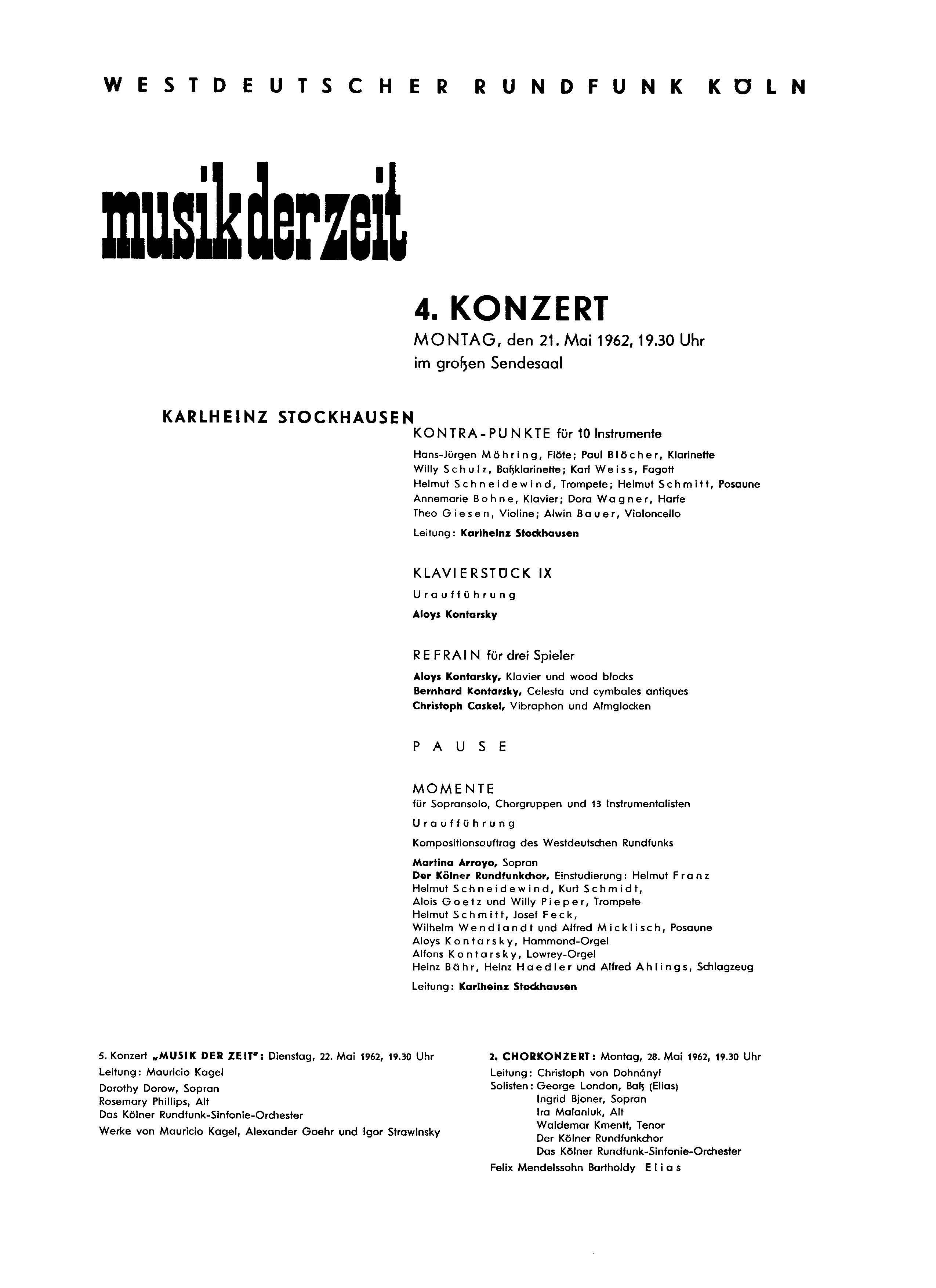
Manifesto per la prima di Momente di Stockhausen, il 21 maggio 1962

Il coro di 45 cantanti ha un repertorio che va dalla musica medievale alla musica contemporanea, musica sacra, oratorio, l'operetta e la musica per i giochi per computer e film. Le cantate e le opere a cappella vengono eseguite regolarmente nelle chiese della regione. Una serie di Musik am Mittag (Musica a mezzogiorno) nella Minoritenkirche invita il pubblico a partecipare.
Il coro è focalizzato sulla musica contemporanea e ha eseguito più di 150 anteprime di nuovi lavori, molti dei quali commissionati dalla WDR. Il coro ha preso parte a progetti pionieristici, come la prima del concerto dell'opera incompiuta di Arnold Schönberg, Moses und Aron nel 1954. Karlheinz Stockhausen diresse nel 1962 la prima esecuzione della sua cantata Momente per soprano, quattro cori misti e tredici strumentisti (quattro trombe, quattro tromboni, tre percussionisti e due tastiere elettriche). Tra le altre anteprime figurano Laudes di Hans Werner Henze, Il canto sospeso di Luigi Nono, Le Visage nuptial di Pierre Boulez, Requiem für einen jungen Dichter di Bernd Alois Zimmermann, St Luke Passion di Krzysztof Penderecki, Nuits di Iannis Xenakis, Coro di Luciano Berio, Der ewige Tag di York Höller, IMA di Peter Eötvös e Die Lotosblume di Toshio Hosokawa. Il coro si è esibito a livello internazionale, ad esempio nel 2013 nella Sinfonia n. 2 di Mahler con il coro e l'orchestra della Bayerischer Rundfunk diretti da Mariss Jansons al Festival di Salisburgo, al Festival di Lucerna ed ai Proms. Nell'ottobre 2013 il coro ha eseguito il Gurre-Lieder di Schönberg con la Rundfunkchor Berlin e la Berliner Philharmoniker diretta da Sir Simon Rattle.
Nel 2012 il WDR Rundfunkchor Köln è stato premiato con l'Echo Klassik nella categoria migliore registrazione corale per il Requiem di György Ligeti.

## Direttori del coro
Nella sua storia il coro ebbe diversi direttori principali (Chefdirigent). Successivamente è stata differenziata la posizione di direttore di coro (Chorleiter). Sono stati:
- from 1947: Bernhard Zimmermann[1]
- 1962–1989: Herbert Schernus[1]
- 1992–1998: Helmuth Froschauer[1]
- 2001–2004: Anton Marik[1]
- 2004–2011: Rupert Huber[3]
- 2012–2014: Nicholas Kok[5]
- from 2014: Stefan Parkman[6]

## Registrazioni
- Mendelssohn: Lobgesang, Andrew Manze, Anna Lucia Richter, Esther Dierkes, Robin Tritschler , NDR Radiophilharmonie, WDR Rundfunkchor Köln. Pentatone PTC 5186639 (2018)
- Maurice Ravel: Dafni e Cloe, diretto da Gustavo Gimeno, 2017 (Pentatone – PTC 5186652)
- Eduard Künneke: Die lockende Flamme, diretto da Peter Falk, 1994 (Capriccio – C5088)[7]
- Oscar Straus: Die lustigen Nibelungen, diretto da Siegfried Köhler. (Capriccio – C10753)[8]
- Kurt Weill: Der Kuhhandel diretto da Jan Latham-Koenig, 1992 (Capriccio – C60013-1)[9]